# Niilo Syväoja
Niilo Syväoja (ur. 13 kwietnia 1991) – fiński aktor filmowy.

## Kariera
Urodził się 13 kwietnia 1991 roku. W 2003 roku wystąpił w fińskiej komedii Perły i wieprze w reżyserii Perttu Leppä. Film otrzymał dwie nagrody Jussi: dla najlepszego aktora i najlepszej aktorki drugoplanowej. Nominowany był do nagrody Fińskiej Fundacji Filmowej dla najlepszego filmu. W 2008 reżyser Dome Karukoski powierzył mu rolę Juhaniego w dramacie obyczajowym Dom mrocznych motyli. Obraz nagrodziła Fińska Fundacja Filmowa w kategoriach dla najlepszego reżysera, aktora drugoplanowego (Pertti Sveholm) oraz montażu (Harri Ylönen). W kolejnych latach aktor wystąpił w filmach: Harjunpää i kapłan zła (2010, reż. Olli Saarela), Pussikaljaelokuva (2011, reż. Ville Jankeri), Tydzień wszystkich świętych (2012, reż. 	Jussi Hiltunen), Raja (miniserial z 2014, reż. Hanna Maylett).